# Macbeth (film 2010)
Macbeth è un film televisivo del 2010, diretto da Rupert Goold e basato sull'omonima opera teatrale adattata e messa in scena per il Chichester Festival Theatre nel 2007, con protagonista Patrick Stewart.
Trasmessa dalla BBC Four il 12 dicembre 2010, impiega uniformi ed armi che si rifanno a quelle della Russia sovietica, come l'AK-47, ma mantiene i nomi di persona e di località nell'originale forma scozzese. È stato interamente girato ad Welbeck Abbey.

## Trama
Scozia. Macbeth scopre che secondo una profezia potrà diventare re.
Così fa uccidere il suo predecessore re Duncan e ne prende il posto tiranneggiando e governando crudelmente. La moglie, Lady Macbeth, che per ambizione lo aveva spinto al regicidio, non sopportando i rimorsi si ucciderà. Nel regno si formerà un esercito di oppositori, e Macbeth verrà sconfitto e ucciso.